# Sericoderus
Sericoderus là một chi bọ cánh cứng trong họ Corylophidae.

## Các loài

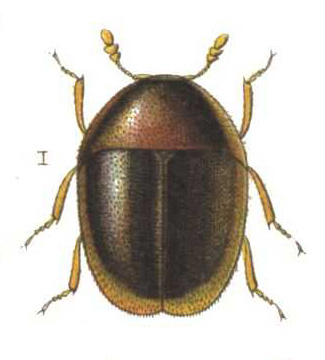
Sericoderus lateralis

Có khoảng 12 loài này thuộc chi Sericoderus:
- Anisomeristes castaneus (Reitter, 1877)
- Sericoderus basalis Sharp in Blackburn & Sharp, 1885
- Sericoderus brevicornis Matthews, 1890
- Sericoderus debilis Casey, 1900
- Sericoderus flavidus LeConte, 1852
- Sericoderus lateralis (Gyllenhal, 1827)
- Sericoderus minutus Matthews, 1894
- Sericoderus obscurus LeConte, 1852
- Sericoderus pecirkanus Reitter, 1908
- Sericoderus pubipennis Sharp in Blackburn & Sharp, 1885
- Sericoderus quadratus Casey, 1900
- Sericoderus subtilis LeConte, 1852